# Stepan Hoj
Stepan Hoj (ukr. Степан Гой, daty urodzenia i śmierci nieznane) – ukraiński działacz społeczny, rolnik ze wsi Rożanówka, poseł do austriackiego Sejmu Ustawodawczego w latach 1848–1849 z okręgu Zaleszczyki, wójt Rożanówki w powiecie zaleszczyckim.